# Cantó de Créteil-Nord
El cantó de Créteil-Nord és un antic cantó francès del departament de Val-de-Marne, que estava situat al districte de Créteil. Comptava amb part del municipi de Créteil.
Va desaparèixer al 2015 i el seu territori es va dividir entre el cantó de Créteil-1 i el cantó de Créteil-2.

## Municipis
- Créteil (part)

## Història
| Data d'elecció                           | Identitat            | Partit                     | Qualitat |
| ---------------------------------------- | -------------------- | -------------------------- | -------- |
| 1976-1988                                | Serge Lagauche       | PS                         |          |
| 1988-1994                                | André Maurin         | PS                         |          |
| 1994-2001                                | Henri Plagnol        | UDF                        |          |
| 2001-2008                                | Pierre-Louis Fagniez | Divers droite, després UMP |          |
| 2008-                                    | Brigitte Jeanvoine   | app. PS                    |          |
| les dades anteriors no són pas conegudes |                      |                            |          |
|                                          |                      |                            |          |

## Demografia
| A partir de 1990: Població sense dobles comptes |